# LPGA Tour 1976
Navigation
Édition précédente Édition suivante
Le LPGA Tour 1976 est la vingtième-septième édition du Ladies Professional Golf Association Tour (LPGA), circuit professionnel féminin de golf, qui se déroule du 30 janvier 1976 au 27 novembre 1976. Axé sur les États-Unis à l'exception de tournois déjà organisés à Cuba, Canada et Mexique depuis sa création, le LPGA s'ouvre à la tenue de nouveaux tournois lors de cette saison 1976 hors du continent américain avec des tournois programmés en Angleterre, au Japon, à Hong-Kong et aux Philippines. Cette vingtième-septième édition de ce circuit permet de proposer un certain nombre de tournois professionnels destinés aux femmes en dehors des compétitions amateurs. La volonté de la professionnalisation des golfeuses leur permet désormais de gagner de l'argent en jouant au golf.
Cette saison comporte trente-et-un tournois, soit quatre de plus qu'en 1975, auxquels sont insérées des dotations financières en fonction du résultat de la golfeuse. Deux de ces tournois sont considérés comme « tournoi majeur » - le Championnat de la LPGA et l'Open américain - et sont considérés comme les plus prestigieux et difficiles à remporter.
L'Américaine Judy Rankin est désignée « Joueuse de l'année de la LPGA » (« Player of the Year ») pour la première fois de sa carrière et gagne le classement des gains remporté avec des gains records de 150 734 $ en remportant six victoires mais aucun tournoi majeur. Les deux tournois majeurs, le Championnat de la LPGA et l'Open américain, sont respectivement remportés par Betty Burfeindt et JoAnne Carner. Enfin, le « Trophée Vare » récompensant la golfeuse ayant la moyenne de score la plus basse de la saison est remporté par Judy Rankin pour la seconde fois après 1973.

## Histoire
Pour l'organisation de cette vingtième-septième édition, la majorité des tournois se disputent aux États-Unis mais de nombreux tournois pour la première fois sont programmés hors des États-Unis. Après la tenue de tournois à Cuba dans les années 1950 et depuis quelques années au Canada et au Mexique, le LPGA décide lors de cette édition 1976 d'organiser des tournois hors du continent américain avec la tenue de tournois programmés en Angleterre, au Japon, à Hong-Kong et aux Philippines. La majorité des joueuses sont des golfeuses principalement américaines professionnelles et amateures mais la LPGA intègre quelques années des golfeuses étrangères. Le calendrier établi fait débuter la saison par l'Invitational de Burdine en Floride remporté par Judy Rankin. Au cours de cette saison, bien que la majorité des tournois ont été remportés par des golfeuses américaines professionnelles, il est constaté que pour la première fois une Sud-Africaine Sally Little et une Japonaise Hisako Higuchi remportent un tournoi LPGA, ainsi que l'Australienne Jan Stephenson (seule sa compatriote Margie Masters s'était auparavant imposée sur le LPGA en 1967).
L'Américaine Judy Rankin est désignée « Joueuse de l'année de la LPGA » (« Player of the Year ») pour la première fois de sa carrière et gagne le classement des gains remporté avec des gains records de 150 734 $ en remportant six victoires mais aucun tournoi majeur. Les deux tournois majeurs, le Championnat de la LPGA et l'Open américain, sont respectivement remportés par Betty Burfeindt et JoAnne Carner.

## Participantes à la saison LPGA 1976
Les participantes ont deux statuts. Certaines sont devenues professionnelles, et pour certaines avant la création de ce circuit, mais de nombreuses amateures prennent également part aux tournois sans toutefois pouvoir recevoir le montant des gains en raison de leur statut.
| Participantes    | Participantes       | Participantes      | Participantes    | Participantes    |
| Professionnelles | Professionnelles    | Professionnelles   | Professionnelles | Professionnelles |
| ---------------- | ------------------- | ------------------ | ---------------- | ---------------- |
| Kathy Ahern      | Amy Alcott          | Maria Astrologes   | Debbie Austin    | Laura Baugh      |
| Susie Berning    | Silvia Bertolaccini | Jane Blalock       | Pat Bradley      | Murle Breer      |
| Betty Burfeindt  | Carole Jo Callison  | Donna Caponi-Young | JoAnne Carner    | Connie Chillemi  |
| Peggy Conley     | Clifford Ann Creed  | Mary Lou Crocker   | Gloria Ehret     | Marlene Hagge    |
| Sandra Haynie    | Pam Higgins         | Hisako Higuchi     | Ruth Jenssen     | Joyce Kazmierski |
| Karolyn Kertzman | Judy Kimball        | Bonnie Lauer       | Sally Little     | Carol Mann       |
| Kathy Martin     | Susie McAllister    | Judy Meister       | Sharon Miller    | Sandra Palmer    |
| Sandra Post      | Kathy Postlewait    | Renee Powell       | Jo Ann Prentice  | Penny Pulz       |
| Judy Rankin      | Sue Roberts         | Masako Sasaki      | Marilynn Smith   | Sandra Spuzich   |
| Hollis Stacy     | Jan Stephenson      | Beth Stone         | Tu Ai-yu         | Michelle Walker  |
| Jo Ann Washam    | Kathy Whitworth     |                    |                  |                  |
| Amateures        |                     |                    |                  |                  |
| Betsy King       | Debbie Massey       | Carol Semple       |                  |                  |

## Calendrier de la saison 1976
L'édition 1976 se déroule du 30 janvier 1976 au 27 novembre 1976. La tableau suivant présente tous les tournois programmés pour la saison 1976. Les chiffres entre parenthèses correspondent au nombre de victoires remportées au moment de la victoire de la golfeuse audit tournoi remporté. Les tournois majeurs sont indiqués en gras.
| Date       | Tournoi                                             | Catégorie      | Dotation (US$) | Vainqueur individuelle  |
| ---------- | --------------------------------------------------- | -------------- | -------------- | ----------------------- |
| 01/02/1976 | Invitational de Burdine, Floride                    |                | 40 000 $       | Judy Rankin (14)        |
| 08/02/1976 | Classic de Sarah Coventry Naples, Floride           |                | 60 000 $       | Jan Stephenson (1)      |
| 15/02/1976 | Open d'Orange Blossom, Floride                      |                | 45 000 $       | JoAnne Carner (14)      |
| 22/02/1976 | Open de Bent Tree , Floride                         |                | 60 000 $       | Kathy Whitworth (75)    |
| 04/04/1976 | Colgate-Dinah Shore Winner's Circle, Californie     |                | 185 000 $      | Judy Rankin (15)        |
| 18/04/1976 | Open de Karsten-Ping, Arizona                       |                | 80 000 $       | Judy Rankin (16)        |
| 25/05/1976 | Classic de Birmingham, Alabama                      |                | 40 000 $       | Jan Stephenson (2)      |
| 02/05/1976 | Classic de Lady Tara, Géorgie                       |                | 50 000 $       | JoAnne Carner (15)      |
| 09/05/1976 | Women's International, Caroline du Sud              |                | 70 000 $       | Sally Little (1)        |
| 16/05/1976 | Classic de American Defender, Caroline du Nord      |                | 45 000 $       | Sue Roberts (4)         |
| 23/05/1976 | Classic de '76 LPGA, New Jersey                     |                | 76 000 $       | Amy Alcott (2)          |
| 30/05/1976 | Championnat de la LPGA, Maryland                    | Tournoi majeur | 55 000 $       | Betty Burfeindt (4)     |
| 06/06/1976 | Classic de Girl Talk, New York                      |                | 76 000 $       | Pat Bradley (1)         |
| 06/06/1976 | Classic de Peter Jackson, Canada                    |                | 60 000 $       | Donna Caponi-Young (8)  |
| 20/06/1976 | Classic d'Hoosier, Indiana                          |                | 50 000 $       | JoAnne Carner (16)      |
| 27/06/1976 | Invitational de Babe Zaharias, Ohio                 |                | 100 000 $      | Judy Rankin (17)        |
| 04/07/1976 | Classic de Bloomington Bicentennial, Indiana        |                | 50 000 $       | Sandra Palmer (12)      |
| 11/07/1976 | Open américain, Pennsylvanie                        | Tournoi majeur | 60 000 $       | JoAnne Carner (17)      |
| 18/07/1976 | Classic de Borden, Ohio                             |                | 70 000 $       | Judy Rankin (18)        |
| 25/07/1976 | Classic de Lady Keystone, Pennsylvanie              |                | 50 000 $       | Susie Berning (11)      |
| 07/08/1976 | Classic de Colgate Européen, Angleterre             |                | 100 000 $      | Hisako Higuchi (1)      |
| 15/08/1976 | Classic de Wheeling, Virginie-Occidentale           |                | 50 000 $       | Jane Blalock (13)       |
| 22/08/1976 | Open de Patty Berg, Minnesota                       |                | 55 000 $       | Kathy Whitworth (76)    |
| 29/08/1976 | Open de National Jewish Hospital, Colorado          |                | 55 000 $       | Sandra Palmer (13)      |
| 05/09/1976 | Classic de Jerry Lewis Muscular Dystrophy, Illinois |                | 55 000 $       | Sandra Palmer (14)      |
| 12/09/1976 | Open de Dallas Civitan, Texas                       |                | 50 000 $       | Jane Blalock (14)       |
| 19/09/1976 | Classic de Portland, Oregon                         |                | 45 000 $       | Donna Caponi-Young (14) |
| 26/09/1976 | The Carlton, Californie                             |                | 205 000 $      | Donna Caponi-Young (14) |
| 03/11/1976 | Classic du Japan Mizuno, Japon                      |                | 100 000 $      | Donna Caponi-Young (14) |
| 20/11/1976 | Open de Hong Kong, Hong-Kong                        |                | 50 000 $       | Judy Rankin (19)        |
| 27/11/1976 | Championnat de Colgate Far East, Philippines        |                | 100 000 $      | Amy Alcott (3)          |

## Classements saison 1976

### Tableau des gains («Money list»)
Le tableau ci-dessous est le classement des golfeuses par gains obtenus sur cette saison 1976. Le classement par gains est remporté par Judy Rankin avec 150 734 $ remportés.
| Cla. | Golfeuses          | Gains     | Victoires |
| ---- | ------------------ | --------- | --------- |
| 1    | Judy Rankin        | 150 734 $ |           |
| 2    | Donna Caponi-Young | 106 553 $ |           |
| 3    | JoAnne Carner      | 103 275 $ |           |
| 4    | Jan Blalock        | 93 616 $  |           |
| 5    | Sandra Palmer      | 88 417 $  |           |
| 6    | Pat Bradley        | 84 288 $  |           |
| 7    | Amy Alcott         | 71 122 $  |           |
| 8    | Jan Stephenson     | 64 827 $  |           |
| 9    | Kathy Whitworth    | 62 013 $  |           |
| 10   | Hisako Higuchi     | 57 389 $  |           |

### Trophée Vare («Vare Trophy»)
Le tableau ci-dessous est le classement des golfeuses par scores les plus bas sur cette saison 1976.
| Cla. | Golfeuses   | Moyenne |
| ---- | ----------- | ------- |
| 1    | Judy Rankin |         |